# V legislatura de Camboya
La V legislatura de Camboya comenzó el 23 de septiembre de 2013 cuando el Rey Norodom Sihamoní inició el quinto mandato de la Asamblea Nacional, tras la cuestionada victoria electoral del Partido Popular de Camboya. Los miembros del opositor Partido de Rescate Nacional de Camboya boicotearon la apertura del parlamento y se negaron a asumir sus cargos hasta julio de 2014. Hun Sen fue reelegido primer ministro por mayoría simple con los 68 votos de su partido, mientras que los 55 miembros del CNRP se abstuvieron. Por primera vez desde la democratización del país, las comisiones de la Asamblea Nacional tuvieron miembros de dos partidos, teniendo el Partido de Rescate Nacional puestos de alta importancia como la Comisión de Derechos Humanos y la de Lucha contra la Corrupción.

## Inicio de la legislatura

### Elecciones generales

Escaños electos en la Asamblea Nacional de Camboya por partido.

Las elecciones generales de Camboya se llevaron a cabo el 28 de julio, luego de cinco años de una Asamblea Nacional dominada por el Partido Popular de Camboya, del autoritario Primer ministro Hun Sen, que ocupaba más de dos tercios del legislativo con 90 escaños, obtenidos en las anteriores elecciones, donde la oposición estaba sumamente dividida. Sin embargo, para estas elecciones, los líderes opositores Sam Rainsy y Kem Sokha habían unificado sus partidos, creando el Partido de Rescate Nacional de Camboya, (CNRP) fuerza política que se estaba haciendo cada vez más popular en el país. A pesar de que desde su llegada al poder en 1998 el CPP ha recibido acusaciones de fraude e intimidación de votantes por parte de la oposición, lo cierto es que el partido dominante de Camboya nunca antes se había enfrentado a un partido opositor importante, liderado por civiles cercanos a los jóvenes (que representan a más de la mitad del electorado), y con un programa de gobierno atractivo para la población. Los resultados dieron al CPP una mayoría absoluta sumamente reducida en comparación con la anterior elección, ganando 68 escaños, siendo su peor resultado desde la victoria de 1998, mientras que el CNRP obtuvo 55, estando a tan solo siete escaños de ganar. El CPP recibió 3.235.969 votos, un poco menos que en la elección anterior, y era la primera vez en su historia electoral en la que perdía votantes, mientras que el CNRP obtuvo 2.946.176, quedando a menos de 290.000 sufragios (289.793) de superar a su rival en porcentaje de voto popular. Sin embargo, otro porcentaje considerado bajo fue el de la participación, votando tan solo el 68.5% del electorado registrado, cuando nunca antes había bajado del 75%.
El avance opositor, sin embargo, no cambiaba en nada el panorama político inmediato, debido a que el CPP tenía mayoría absoluta y de todas formas podía continuar gobernando luego de que durante la legislatura anterior, la Asamblea Nacional dominada por el partido eliminara el requisito de que se requerían tres tercios del parlamento para escoger un Primer ministro, garantizando una reelección para Hun Sen.

### Crisis política

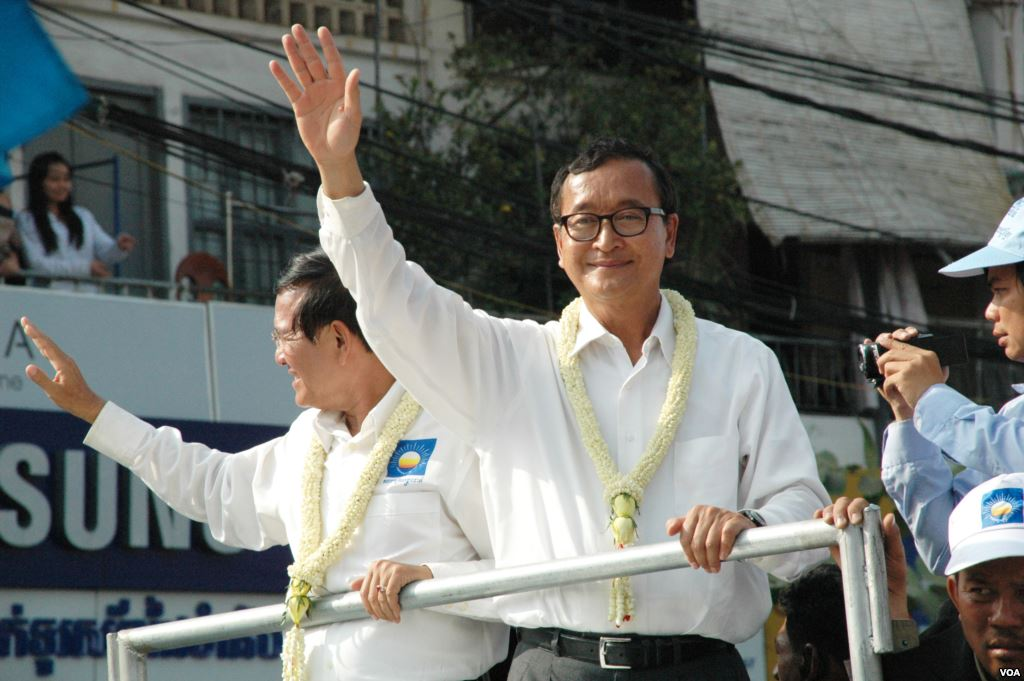
Sam Rainsy y Kem Sokha, principales líderes de la oposición, encabezaron una serie de protestas antigubernamentales entre 2013 y 2014.

A pesar de que ya había afirmaciones de que las elecciones serían "inútiles" antes incluso de que estas se dieran, las quejas formales de la oposición por fraude electoral no se hicieron esperar. Sam Rainsy declaró ante la prensa: "No vamos a aceptar el resultado, no podemos aceptar el resultado, el Partido en el poder no puede ignorarnos más". La ONG Human Rights Watch (HRW) emitió un comunicado en el que declaraba sus sospechas de que el Partido Popular había cometido fraude y pedía una "comisión independiente" que investigase las denuncias por irregularidades cometidas durante la votación, que eran más de cien "acusaciones de fraude electoral y otras irregularidades, como el sesgo en la maquinaria electoral". Brad Adams, director para Asia de HRW, afirmó además que "funcionarios de alto nivel del partido gobernante parecen haber estado involucrados en la expedición de documentos electorales falsos y el registro fraudulento de votantes en varias provincias del país". Hubo también denuncias de intimidación a los votantes. El gobierno de Camboya negó los llamados de las organizaciones internacionales para una revisión independiente de las elecciones, y rechazó los pedidos de recuento. Días después, bajo el liderazgo de Sam Riansy, estallaron las primeras protestas de Camboya en años. Hun Sen se refirió a las manifestaciones como ilegales, y alegó que Rainsy quería "llevar al país hacia la anarquía".

### Apertura y conformación
A pesar del boicot del CNRP, la nueva Asamblea Nacional fue investida oficialmente el 23 de septiembre. Hun Sen fue reelegido para un cuarto mandato de cinco años con 68 votos a favor, y sin votos en contra, pues se consideraba al CNRP como ausente. Ningún otro partido había recibido escaños. Después de casi un año de protestas, el 17 de julio de 2014, Kem Sokha, que lideraba el partido opositor por la proscripción de Sam Rainsy, fue convocado a la Corte Municipal de Nom Pen por su implicación en las protestas. El 19 de julio, Rainsy regresaba a Nom Pen, después de haber estado refugiado en Europa durante la crisis política. El 22 de julio, aceptó reunirse con Hun Sen para llegar a un acuerdo, poniendo fin a la crisis política más larga de la historia del país.
Tras la reunión del 22 de julio, el Partido de Rescate Nacional de Camboya aceptó finalmente ingresar al parlamento. Se firmó un acuerdo entre ambas partes para compartir funciones de liderazgo en la Asamblea Nacional. La sede del primer vicepresidente de la Asamblea Nacional se llevará a cabo por un miembro de la CNRP, y el segundo vicepresidente de la Asamblea Nacional sería un miembro del CPP. La oposición también presidirá 5 de las 10 comisiones, incluida la Comisión Anticorrupción de reciente creación. Además, Sam Rainsy, que fue excluido de participar en las elecciones, fue aceptado como miembro del Parlamento. Los diputados de la oposición fueron juramentados en el Palacio Real el 5 de agosto de 2014.
| Candidato     | Fecha                                                        | Voto | CPP | CNRP | Total  |
| ------------- | ------------------------------------------------------------ | ---- | --- | ---- | ------ |
| Hun Sen (CPP) | 23 de septiembre de 2013 Mayoría absoluta requerida (62/123) | Sí   | 68  |      | 68/123 |
| Hun Sen (CPP) | 23 de septiembre de 2013 Mayoría absoluta requerida (62/123) | No   |     |      | 0/123  |
| Hun Sen (CPP) | 23 de septiembre de 2013 Mayoría absoluta requerida (62/123) | Abs. |     |      | 0/123  |
| Hun Sen (CPP) | 23 de septiembre de 2013 Mayoría absoluta requerida (62/123) | Aus. |     | 55   | 55/123 |

## Comisiones
| Comité | Presidente     | Partido                                |
| --- | -------------- | -------------------------------------- |
| Comisión de Derechos Humanos, Quejas e Investigación                                                                                                 | Eng Chhai Eang | Partido de Rescate Nacional de Camboya |
| Comisión de Economía, Finanzas, Banca y Auditoría | Cheam Yeap     | Partido Popular de Camboya             |
| Comisión de Planificación, Inversión, Agricultura, Desarrollo Rural, Medio Ambiente y Recursos Hídricos                                              | Pol Hom        | Partido de Rescate Nacional de Camboya |
| Comisión de Interior, Defensa Nacional y Administración de la Función Pública                                                                        | Hun Neng       | Partido Popular de Camboya             |
| Comisión de Asuntos Exteriores, Cooperación Internacional, Información y Medios de Comunicación                                                      | Chheang Vun    | Partido Popular de Camboya             |
| Comisión de Legislación y Justicia | Pen Panha      | Partido Popular de Camboya             |
| Comisión de Educación, Juventud, Deportes, Asuntos Religiosos, Cultura y Turismo                                                                     | Yem Ponhearith | Partido de Rescate Nacional de Camboya |
| Comisión sobre el Cuidado de la Salud, Asuntos Sociales y Veteranos, Rehabilitación Juvenil, Trabajo, Formación Profesional y Asuntos de las Mujeres | Ke Sovannaroth | Partido de Rescate Nacional de Camboya |
| Comisión de Obras Públicas, Transporte, Telecomunicaciones, Correos, Industria, Comercio, Gestión del Territorio, Urbanismo y Construcción           | Nin Saphon     | Partido Popular de Camboya             |
| Comisión de Investigación y Lucha contra la Corrupción                                                                                               | Ho Vann        | Partido de Rescate Nacional de Camboya |

## Miembros de la Asamblea Nacional
A continuación, una lista de los miembros de la Asamblea Nacional durante la V legislatura.
| Circunscripción   | Parlamentario | Parlamentario    | Partido                                |
| ----------------- | ------------- | ---------------- | -------------------------------------- |
| Banteay Mean Chey |               | Ke Kim Yan       | Partido Popular de Camboya             |
| Banteay Mean Chey |               | Yim Chhay Ly     | Partido Popular de Camboya             |
| Banteay Mean Chey |               | Pal Sam Oeun     | Partido Popular de Camboya             |
| Banteay Mean Chey |               | Oung Oeun        | Partido Popular de Camboya             |
| Banteay Mean Chey |               | Long Ry          | Partido de Rescate Nacional de Camboya |
| Banteay Mean Chey |               | Yun Tharo        | Partido de Rescate Nacional de Camboya |
| Battambang        |               | Sar Kheng        | Partido Popular de Camboya             |
| Battambang        |               | Ngin Khorn       | Partido Popular de Camboya             |
| Battambang        |               | Sak Setha        | Partido Popular de Camboya             |
| Battambang        |               | Nim Thot         | Partido Popular de Camboya             |
| Battambang        |               | Ly Kimleang      | Partido Popular de Camboya             |
| Battambang        |               | Mu Sochua        | Partido de Rescate Nacional de Camboya |
| Battambang        |               | Long Butta       | Partido de Rescate Nacional de Camboya |
| Battambang        |               | Pin Ratana       | Partido de Rescate Nacional de Camboya |
| Kampong Cham      |               | Heng Samrin      | Partido Popular de Camboya             |
| Kampong Cham      |               | Hor Namhong      | Partido Popular de Camboya             |
| Kampong Cham      |               | Hun Neng         | Partido Popular de Camboya             |
| Kampong Cham      |               | Khieu Kanharith  | Partido Popular de Camboya             |
| Kampong Cham      |               | Chea Sophara     | Partido Popular de Camboya             |
| Kampong Cham      |               | Im Sethy         | Partido Popular de Camboya             |
| Kampong Cham      |               | Vong Soth        | Partido Popular de Camboya             |
| Kampong Cham      |               | Min Khin         | Partido Popular de Camboya             |
| Kampong Cham      |               | Kem Sokha        | Partido de Rescate Nacional de Camboya |
| Kampong Cham      |               | Kuoy Bunroeun    | Partido de Rescate Nacional de Camboya |
| Kampong Cham      |               | Mao Monivann     | Partido de Rescate Nacional de Camboya |
| Kampong Cham      |               | Van Narith       | Partido de Rescate Nacional de Camboya |
| Kampong Cham      |               | Tuon Yuda        | Partido de Rescate Nacional de Camboya |
| Kampong Cham      |               | Kimsuor Pheairth | Partido de Rescate Nacional de Camboya |
| Kampong Cham      |               | Ouch Sereyvuth   | Partido de Rescate Nacional de Camboya |
| Kampong Cham      |               | Nhoy Chamroeun   | Partido de Rescate Nacional de Camboya |
| Kampong Cham      |               | Chiv Kata        | Partido de Rescate Nacional de Camboya |
| Kampong Cham      |               | Kang Kim Hak     | Partido de Rescate Nacional de Camboya |
| Kampong Chhnang   |               | Kong Sam Ol      | Partido Popular de Camboya             |
| Kampong Chhnang   |               | Ouk Rabun        | Partido Popular de Camboya             |
| Kampong Chhnang   |               | Ky Vandara       | Partido de Rescate Nacional de Camboya |
| Kampong Chhnang   |               | Ngo Kimcheang    | Partido de Rescate Nacional de Camboya |
| Kampong Speu      |               | Say Chhum        | Partido Popular de Camboya             |
| Kampong Speu      |               | Chhay Than       | Partido Popular de Camboya             |
| Kampong Speu      |               | Korng Heang      | Partido Popular de Camboya             |
| Kampong Speu      |               | Pen Sovan        | Partido de Rescate Nacional de Camboya |
| Kampong Speu      |               | Nuth Rumduol     | Partido de Rescate Nacional de Camboya |
| Kampong Speu      |               | Sok Oumsea       | Partido de Rescate Nacional de Camboya |
| Kompung Thom      |               | Nguon Nhel       | Partido Popular de Camboya             |
| Kompung Thom      |               | Thong Khon       | Partido Popular de Camboya             |
| Kompung Thom      |               | Khem Thavy       | Partido Popular de Camboya             |
| Kompung Thom      |               | Pen Sothavarin   | Partido de Rescate Nacional de Camboya |
| Kompung Thom      |               | Cheam Channy     | Partido de Rescate Nacional de Camboya |
| Kompung Thom      |               | Lim Kimya        | Partido de Rescate Nacional de Camboya |
| Kompot            |               | Nay Pena         | Partido Popular de Camboya             |
| Kompot            |               | Pen Simon        | Partido Popular de Camboya             |
| Kompot            |               | Chay Saing Yun   | Partido Popular de Camboya             |
| Kompot            |               | Chea Poch        | Partido de Rescate Nacional de Camboya |
| Kompot            |               | Lim Bunsidareth  | Partido de Rescate Nacional de Camboya |
| Kompot            |               | Dang Chamroeun   | Partido de Rescate Nacional de Camboya |
| Kandal            |               | Hun Sen          | Partido Popular de Camboya             |
| Kandal            |               | Khuon Sodary     | Partido Popular de Camboya             |
| Kandal            |               | Mum Chim Huy     | Partido Popular de Camboya             |
| Kandal            |               | Ho Non           | Partido Popular de Camboya             |
| Kandal            |               | Lim Kean Hor     | Partido Popular de Camboya             |
| Kandal            |               | Eng Chhai Eang   | Partido de Rescate Nacional de Camboya |
| Kandal            |               | Ou Chanrith      | Partido de Rescate Nacional de Camboya |
| Kandal            |               | Chan Cheng       | Partido de Rescate Nacional de Camboya |
| Kandal            |               | To Vanchan       | Partido de Rescate Nacional de Camboya |
| Kandal            |               | Pot Pouv         | Partido de Rescate Nacional de Camboya |
| Kandal            |               | Te Chanmony      | Partido de Rescate Nacional de Camboya |
| Koh Kong          |               | Ay Khorn         | Partido Popular de Camboya             |
| Kratié            |               | Im Chhun Lim     | Partido Popular de Camboya             |
| Kratié            |               | Troeung Thavy    | Partido Popular de Camboya             |
| Kratié            |               | Keo Phyrum       | Partido de Rescate Nacional de Camboya |
| Mondol Kirí       |               | Chan Yoeun       | Partido Popular de Camboya             |
| Nom Pen           |               | Chea Sim         | Partido Popular de Camboya             |
| Nom Pen           |               | Keat Chhon       | Partido Popular de Camboya             |
| Nom Pen           |               | Kep Chuktema     | Partido Popular de Camboya             |
| Nom Pen           |               | Ith Sam Heng     | Partido Popular de Camboya             |
| Nom Pen           |               | Mam Bunheng      | Partido Popular de Camboya             |
| Nom Pen           |               | Tioulong Saumura | Partido de Rescate Nacional de Camboya |
| Nom Pen           |               | Yim Sovann       | Partido de Rescate Nacional de Camboya |
| Nom Pen           |               | Son Chhay        | Partido de Rescate Nacional de Camboya |
| Nom Pen           |               | Ho Vann          | Partido de Rescate Nacional de Camboya |
| Nom Pen           |               | Keo Sambath      | Partido de Rescate Nacional de Camboya |
| Nom Pen           |               | Ly Srey Vina     | Partido de Rescate Nacional de Camboya |
| Nom Pen           |               | Dam Sith         | Partido de Rescate Nacional de Camboya |
| Preah Wijía       |               | Suos Yara        | Partido Popular de Camboya             |
| Prey Veng         |               | Bin Chhin        | Partido Popular de Camboya             |
| Prey Veng         |               | Cheam Yeap       | Partido Popular de Camboya             |
| Prey Veng         |               | Pen Panha        | Partido Popular de Camboya             |
| Prey Veng         |               | Prum Sokha       | Partido Popular de Camboya             |
| Prey Veng         |               | Nhem Vanda       | Partido Popular de Camboya             |
| Prey Veng         |               | Yem Ponnarith    | Partido de Rescate Nacional de Camboya |
| Prey Veng         |               | Heng Danaro      | Partido de Rescate Nacional de Camboya |
| Prey Veng         |               | Kong Bora        | Partido de Rescate Nacional de Camboya |
| Prey Veng         |               | Tout Khoeut      | Partido de Rescate Nacional de Camboya |
| Prey Veng         |               | Lat Litey        | Partido de Rescate Nacional de Camboya |
| Prey Veng         |               | Long Buny        | Partido de Rescate Nacional de Camboya |
| Pursat            |               | Suy Sem          | Partido Popular de Camboya             |
| Pursat            |               | Keo Ratanak      | Partido Popular de Camboya             |
| Pursat            |               | Tan Kim Vin      | Partido Popular de Camboya             |
| Pursat            |               | Ngim Yeng        | Partido de Rescate Nacional de Camboya |
| Ratanak Kirí      |               | Bou Lam          | Partido Popular de Camboya             |
| Siem Riep         |               | Tia Banh         | Partido Popular de Camboya             |
| Siem Riep         |               | Seang Nam        | Partido Popular de Camboya             |
| Siem Riep         |               | Chhim Ma         | Partido Popular de Camboya             |
| Siem Riep         |               | Peou Savoeun     | Partido Popular de Camboya             |
| Siem Riep         |               | Ke Sovannaroth   | Partido de Rescate Nacional de Camboya |
| Siem Riep         |               | Oum Sam An       | Partido de Rescate Nacional de Camboya |
| Sihanoukville     |               | Chev Kimheng     | Partido Popular de Camboya             |
| Stung Treng       |               | Loy Sophat       | Partido Popular de Camboya             |
| Svay Rieng        |               | Men Sam An       | Partido Popular de Camboya             |
| Svay Rieng        |               | Chhun Sarim      | Partido Popular de Camboya             |
| Svay Rieng        |               | Duong Vanna      | Partido Popular de Camboya             |
| Svay Rieng        |               | Real Khemrin     | Partido de Rescate Nacional de Camboya |
| Svay Rieng        |               | Kong Saphea      | Partido de Rescate Nacional de Camboya |
| Takéo             |               | Sok An           | Partido Popular de Camboya             |
| Takéo             |               | Nin Saphon       | Partido Popular de Camboya             |
| Takéo             |               | Mok Mareth       | Partido Popular de Camboya             |
| Takéo             |               | So Khun          | Partido Popular de Camboya             |
| Takéo             |               | Pol Horm         | Partido de Rescate Nacional de Camboya |
| Takéo             |               | Khy Vandeth      | Partido de Rescate Nacional de Camboya |
| Takéo             |               | Ou Chanroath     | Partido de Rescate Nacional de Camboya |
| Takéo             |               | Tep Sothy        | Partido de Rescate Nacional de Camboya |
| Kep               |               | Cham Prasidh     | Partido Popular de Camboya             |
| Pailín            |               | Ban Sreymom      | Partido Popular de Camboya             |
| Oddar Mean Chey   |               | Kum Kim          | Partido Popular de Camboya             |